# Ромодановский, Василий Григорьевич Меньшой
Князь Василий Григорьевич Ромодановский по прозванию Меньшой (ум. 3 октября 1671) — русский государственный и военный деятель, рында, стольник, воевода и боярин во времена правления Михаила Фёдоровича и Алексея Михайловича.
Пятый сын боярина князя Григория Петровича Ромодановского (ум. 1628), брат князей Андрея (ум. 1609), Василия Большого, Ивана Большого Молчанки, Петра, Фёдора, Ивана Меньшого и Григория Ромодановских.

## Биография

### Служба Михаилу Фёдоровичу
В 1618 году по царскому указу ездил со столом к персидскому послу. В 1619 году первый воевода Прибыльного полка в Мценске. В 1620 году упомянут стольником при обслуживании кривого государева стола. В 1623 году первый воевода в Путивле.
В 1624 году, для приёма черкасских мурз, были назначена рынды: первым и вторым братья — князья И. Г. Молчанка и Василий Меньшой Ромодановские, третьим и четвёртым — К.Д. и П.Ф. Леонтьевы. Семья последних выдвинулась недавно и принадлежала к про-романовским кругам, которые начали местничество. Ромодановские заявили, что не могут тягаться с «захудалыми детишками боярскими». Когда думный дьяк Ф. Ф. Лихачёв велел Леонтьевым быть в рындах, то отец одного, Данила, имел наглость спросить: «Государевым словом сказываешся, что сыну и племяннику моим с Романовскими быть без мест?». На что Лихачёв ответил, что он «говорит не государевым словом, а потому, чтобы государя не кручинили». Отстояв, Ромодановские в свою очередь били челом о «бесчестии и оборони», на что был назначен суд. О влиятельности Леонтьевых, в то время, свидетельствует уже назначение безместия при назначении к князьям Ромодановским, которые это не стерпели. Но напрасно князья Ромодановские объясняли, что их соперники по происхождению городовые дворяне-каширяне «в разрядах государевых они не хаживали, сыскать их не почему» и просили разрешения «на суд с ними не хаживать», однако им отказали и велели «судиться, чем доведётся». Боярин князь И. И. Одоевский сказал им, что «буде де вы на суд не пойдете, и на Леонтьевых оборон дать вам нечем». Дело так ничем и не закончилось, но его сохранили в Разрядном архиве.
В 1625 году участвовал при отпуске кызылбашского посла. В 1626 году имел оклад 80 рублей и 800 четвертей земли, на основании чего выиграл местнический спор к князя А. Ф. Литвинова-Мосальского Кокореки. В 1627—1640 годах показан в Боярской книге в чине стольника. В 1630 году рында при приёме шведского посланца Антона Монира. В 1627, 1630 и 1631 году исполнял обязанности рынды (телохранителя) при царском дворе.
Во время «стола у государя», дававшегося в честь иностранных послов, Василий Меньшой находился в числе стольников, которые «есть ставили пред государя» (1619, 1623, 1625, 1630 и 1631 годы). В июне 1627 года при приёме английского посла Василий Григорьевич Ромодановский был назначен вторым рындой (первым рындой стал его брат Иван Большой Григорьевич Ромодановский). Младшими рындами были назначены князья Петр и Фёдор Фёдоровичи Волконские. Волконские заместничали и попросили царя на братьев Ивана и Василия Ромодановских «счёт дать». По царскому распоряжению Иван Большой и Василий Меньшой Ромодановские были заменены князьями Пожарскими.
В 1632 году был отправлен воеводой в Рыльск, где принял участие в русско-польской войне 1632—1634 годов, откуда 10 января 1633 года прислал в Москву к царю своего гонца, сообщая об отправке военного отряда из Рыльска на близлежащие польско-литовские владения. Рыльские головы сотенные взяли под Ромнами два острожка, пожгли его посады и побили много людей.
В марте и мае 1635 года участвовал в торжественных церемониях при царском дворе, был во время «царского стола», дававшегося в честь польского и кызылбашского послов, где вместе с другими стольниками «есть ставил пред государем».
9 июня 1635 года был назначен первым воеводой в Терский город, где находился на воеводстве до 1637-1638 годов. В марте 1640 года «по крымским вестям» был назначен первым воеводой в Венев. Его заместитель и второй воевода Иван Фёдорович Еропкин бил челом на Василия Ромодановского. По приговору, данному по этому местническому делу, Иван Еропкин «за бесчестие» князя Василия Ромодановского был заключен в тюрьму.
В 1641-1642 годах был на воеводстве в Воронеже, где находился ещё в марте 1644 года.

### Служба Алексею Михайловичу
В 1645 году после смерти царя Михаила Фёдоровича князь Василий Григорьевич Меньшой Ромодановский вошёл в состав уполномоченных лиц, на которых было возложено поручение приводить к присяге на верность новому царю Алексею Михайловичу воевод и служилых людей по городам и полкам в Венёве.
11 октября 1645 года назначен вторым судьей во Владимирском судном приказе при боярине Иване Васильевиче Морозове. 20 марта 1646 года пожалован в окольничие с окладом 400 рублей. 25 декабря 1646 года в чине окольничего был приглашен к царскому столу, 11 апреля 1647 года — к столу патриарха, 28 июля — к столу государя в Новодевичьем монастыре. В мае этого же года оставлен третьим для охраны столицы на время государева богомольного похода в Троице-Сергиев монастырь. В 1648 году окольничий Василий Григорьевич Меньшой Ромодановский был вторым дружкой на свадьбе царя Алексея Михайловича с Марией Милославской, а его жена Евдокия Афанасьевна — второй свахой со стороны царя.
В 1648-1650 годах находился на воеводстве на Двине. В 1650, 1651 и 1652 годах сопровождал Государя во время «походов на богомолье» по монастырям и подмосковным сёлам.
5 апреля 1652 года князь Василий Григорьевич Ромодановский с тремя боярами и двумя окольничими по царскому распоряжению встречал тело умершего патриарха Иова на Волоцкой дороге. С 1652 года первый судья в Челобитном приказе. В 1652-1653 годах находился на воеводстве во Пскове. 30 ноября 1653 года сопровождал царя Алексея Михайловича в «походе» на богомолье в Звенигород.
В феврале 1654 года князь Василий Григорьевич Ромодановский был назначен судьей в Пушкарский приказ, а с сентября 1654 года — работал в Челобитном приказе. В апреле 1654 года находился у стола государя и патриарха.
В мае 1654 года царь Алексей Михайлович во главе русской рати выступил из Москвы в первый поход на Речь Посполитую, оставив в столице специальную комиссию для управления. В состав комиссии был включен князь Василий Григорьевич Меньшой Ромодановский, который был назван третьим окольничим.
12 февраля 1655 года вместе со своим сыном Дмитрием участвовал в приёме антиохийского патриарха Макария в Москве. 25 февраля 1655 года был пожалован царём из окольничих в бояре с окладом 500 рублей и 11 марта 1655 года был назначен первым воеводой в Астрахань, где сменил боярина князя Ивана Петровича Пронского. Вначале вторым воеводой был назначен Иван Никитич Колтовский, но затем его заменил стольник князь Иван Семенович Гагарин. Иван Гагарин попытался местничать с Василием Григорьевичем Меньшим Ромодановским, но по царскому приговору был посажен в тюрьму. Будучи на воеводстве в Астрахани, боярин Василий Ромодановский вступил в переговоры с калмыцкими тайшами и привели их в царское подданство. Калмыки принесли присягу, что будут «под государскою высокою рукою на веки, неотступно, на всей государевой воле», и выдали заложников в Астрахань. Царь Алексей Михайлович высоко отметил заслуги князя во время его пребывания в Астрахани. «Будучи-де в Астрахани, многую прибыль государю учинил в его государевой казне», «двор Гилянский строил» и «на дворе палаты каменные построил малым расходом». В августе 1657 года царь отправил в Астрахань к боярину Василию Меньшому Ромодановскому стольника А. И. Самарина «с государевым жалованьем, милостливым словом и о здоровье спрашивать и с злотыми». Однако Самарин посчитал не подходящим («невместным») для себя ехать к князю Василию Ромодановскому и бил на него челом царю. По приговору «за безчестие боярина Ромодановского» челобитчик был бит батогами и отправлен в Астрахань.
В сентябре 1661 году был вторично назначен в Пушкарский приказ. В октябре того же 1661 года за «калмыцкую службу, что привёл их под российскую державу, многую казне прибыль сделал» князь Василий Ромодановский был приглашен к царскому столу, где получил большие награды (шубу «атлас золотой, по червленой земле», в 270 рублей, серебряный кубок, придачу к окладу 100 рублей и 6000 ефимков на покупку отчины).
В 1662 году во время царских походов на богомолье боярин князь Василий Григорьевич Ромодановский был дважды оставлен в Москве (первый раз с боярином князем Алексеем Никитичем Трубецким, а во второй раз с боярином князем Фёдором Фёдоровичем Куракиным). В сентябре этого же года первый судья в Пушкарском приказе, был за столом у Государя.
26 августа 1663 года назначен участвовать в крестном ходе в Сретенский монастырь по случаю праздника иконы «Владимирской Божьей Матери».
В 1665 году по царскому указу князь Василий Григорьевич Меньшой Ромодановский был отправлен на воеводство в Великий Новгород, где провел три года. В марте 1668 году был заменён другим воеводой и вернулся в Москву.
8 июня 1668 года по случаю именин царевича Фёдора Алексеевича был «у стола государя». 6 июля 1669 года вместе с думными дворянами, дьяком и стольниками «дневал и ночевал» у гроба царевича Симеона Алексеевича.
3 октября 1671 года боярин князь Василий Григорьевич Меньшой Ромодановский скончался.

## Семья
От брака с № Евдокией Афанасьевной имел детей:
- Князь Ромодановский Дмитрий Васильевич — стольник, в 1648 году на свадьбе царя Алексея Михайловича и Марии Ильиничны Милославской первым устилал путь от церкви к месту, а оттуда к сеннику. В феврале 1655 года встречал вторым Антиохийского патриарха. Женат на Прасковье Ивановне Паниной.
- Князь Ромодановский Никита Васильевич (ум. 1655) — женат на Федосье Григорьевне Унковской, которая после его смерти вышла замуж за князя Волконского Федула Фёдоровича.
- Князь Ромодановский Юрий Васильевич — упомянут по родословным.
- Князь Ромодановский Степан Васильевич — женат на Евдокии Фёдоровне №.

## Критика
П. В. Долгоруков в «Российской родословной книге» и П. Н. Петров в «Истории родов русского дворянства» показывают князя Василий Григорьевича Меньшого — бездетным, а выше обозначенных детей показывают сыновьями князя Василия Григорьевича Большого. М. Г. Спиридов в родословной книге показывает, выше обозначенных детей, сыновьями князя Василия Григорьевича Меньшого. В поколенной росписи поданной в 1682 году в Палату родословных дел у князя Василия Григорьевича Меньшого показаны только два сына, князья: Дмитрий и Степан. В этом же источнике от показан окольничим, а бояриным не упомянут, а князь Василий Григорьевич Большой показан — бездетным.
А. П. Барсуков упоминает князя Василия Григорьевича Меньшого в 1653—1658 годах воеводой в Астрахани, что вероятно неправильно, имеется описка и надо читать — 1655—1658 года. Он же упоминает князя Григория Васильевича Меньшого с чином окольничий и боярин.